# روبرت إل. غوردون الثالث
روبرت إل. غوردون الثالث (بالإنجليزية: Robert L. Gordon III)‏ هو شخصية أعمال أمريكي، ولد في 15 مارس 1957 في ريتشموند في الولايات المتحدة.